# Robert Finch
Robert Hutchinson Finch (Tempe, 9 de outubro de 1925 — Pasadena, 10 de outubro de 1995) foi um advogado e político dos Estados Unidos, membro do Partido Republicano. Foi o 38º vice-governador da Califórnia entre 1967 até 1969, durante o governo Ronald Reagan. Em janeiro de 1969, foi nomeado pelo presidente Richard Nixon como secretário de saúde, educação e bem-estar, ocupando este cargo até junho de 1970. Entre junho de 1970 até dezembro de 1972, foi conselheiro do presidente Nixon e em 1976 foi derrotado na primária republicana para o senado. Faleceu em 10 de outubro de 1995 de infarto agudo do miocárdio.